# 1200-km-Diskontinuität
Die 1200-km-Diskontinuität ist eine postulierte Grenzschicht zwischen zwei Schichten des unteren Erdmantels. Sie ist definiert durch eine Zunahme der seismischen Geschwindigkeiten, insbesondere der S-Welle mit der Tiefe. Es wird vermutet, dass sie global existiert. Allerdings wurde sie bisher nur in einigen wenigen seismologischen Untersuchungen beobachtet. Ihre Bezeichnung orientiert sich an der durchschnittlichen globalen Tiefe ihres Auftretens, die jedoch stark variieren kann. (vgl. auch den Artikel Diskontinuität)
Die Ursache dieser Grenzschicht ist bislang unklar. Nach einer Hypothese wird der Geschwindigkeits-Anstieg durch eine Phasentransformation des Quarz (SiO2) verursacht. In Laborversuchen unter hohem Druck konnte eine Umwandlung der Hochdruck-Struktur des Quarz, dem Stishovit, in die CaCl2-Struktur (womit nicht das Mineral selbst, sondern nur der strukturelle Aufbau dessen Kristallgitters gemeint ist) beobachtet werden. Die Umwandlung findet bei etwa 50 GPa statt, was einer Tiefe von etwa 1200 km im Erdmantel entspricht. Mit der Phasentransformation ist ein drastischer Anstieg der seismischen Geschwindigkeiten um 20 % bzw. 60 % für die P- bzw. S-Welle ermittelt worden, so dass bereits ein geringer SiO2-Anteil von nur ca. 2 % im unteren Mantel ausreichen würde, um eine nachweisbare seismische Diskontinuität in dieser Tiefe zu erzeugen.
SiO2 könnte in dieser Tiefe z. B. durch Fluidtransport in subduzierten, also in den Mantel abtauchenden, Lithosphärenplatten angereichert sein: die abtauchende Platte enthält unter anderem wasserhaltige Minerale, die als sogenannte fluide Hochdruckphasen bis in große Tiefen transportiert werden können. Diese wasserreichen Mineralphasen werden jedoch schließlich instabil und es kommt zur Entwässerung des subduzierten Materials, wodurch der SiO2-Gehalt ansteigen kann.